# Interstate 82
Interstate 82 (I-82) é uma rodovia interestadual na região do Noroeste Pacífico dos Estados Unidos que atravessa partes de Washington e Oregon. Percorre 232 km (144 milhas) desde o seu terminal noroeste na I-90 em Ellensburg, Washington, até ao seu terminal sudeste na I-84 em Hermiston, Oregon. A rodovia passa por Yakima e Tri-Cities, e também faz parte da ligação entre Seattle e Salt Lake City, Utah. A I-82 viaja em simultâneo com a U.S. Route 97 (US 97) entre Ellensburg e Union Gap; a US 12 de Yakima para as Tri-Cities; e a US 395 de Kennewick para Umatilla, Oregon.
A I-82 serve principalmente a região agrícola do Vale de Yakima, seguindo os rios Yakima e Columbia para sudeste até às Tri-Cities. A rodovia entra no vale pelo norte, atravessando o Manastash Ridge, que separa Yakima do Kittitas Valley. A I-82 contorna as Tri-Cities viajando para sudoeste à volta de Richland e Kennewick e depois vira para sul para atravessar o Rio Columbia na Umatilla Bridge. A sua única via auxiliar, a I-182, liga a autoestrada a Richland e Pasco nas Tri-Cities.
O corredor da I-82 foi originalmente utilizado por várias auto-estradas estatais e nacionais, incluindo a Inland Empire Highway e a US 410, que foram construídas no início do século XX. O governo federal criou a I-82 no final de 1957 para servir as instalações militares na região, substituindo uma designação anterior para o que é atualmente a I-84. A primeira seção da I-82 a ser construída foi o desvio leste de Yakima, que abriu em 1963 e foi gradualmente estendido para norte até Ellensburg em 1971. A seção do vale de Yakima, que liga Union Gap a Prosser, foi construída entre 1977 e 1982.
A I-84 que foi inaugurada em 1956, recebeu o seu número atual, em 1980, como parte dos esforços para eliminar rotas com sufixo. O traçado da rodovia entre Prosser e a I-84 foi muito controverso entre os residentes de Tri-Cities, que fizeram pressão para que a I-82 fosse mais longa para os servir. Os legisladores do Oregon e os responsáveis pelas rodovias continuaram a opor-se a um traçado que contornasse Umatilla, o que levou a várias tentativas de encontrar um compromisso ao longo do Wallula Gap ou noutras áreas a sudeste das Tri-Cities. Em 1973, o Oregon e Washington adotaram um compromisso federal para construir a I-82 através de Umatilla e à volta dos arredores das Tri-Cities, com uma rota de desvio (I-182) para servir diretamente a área. A seção de Tri-Cities foi inaugurada em 1986, enquanto no Oregon, a seção final da I-82 foi concluída em 1988. I-82 passa por Selah Creek na Fred G. Redmon Bridge. Quando essa ponte foi inaugurada em 2 de novembro de 1971 era a mais longa ponte de concreto na América do Norte. A ponte mede 167 metros de comprimento através de um riacho. Em 1999, um plano para estender interestadual para o sul através de Oregon. Três vias foram propostos, mas todos foram rejeitados. No início da década de 2000, os responsáveis pelas rodovias do Oregon analisaram planos para estender a I-82 mais a sul, através do Oregon oriental e em direção à Califórnia, mas não foram considerados para estudo posterior.